# Новочебоксарськ
Новочебокса́рськ (рос. Новочебоксарск, чув. Ҫӗнӗ Шупашкар) — місто, центр Новочебоксарського міського округу Чувашії, Росія.

## Географія
Розташований за 20 км від столиці Чуваської Республіки — міста Чебоксари. Міська межа затверджена в грудні 1998 року. Місто поділяється на 3 житлових райони: Східний, Південний, Західний. У них розташовані 18 мікрорайонів.

### Часовий пояс

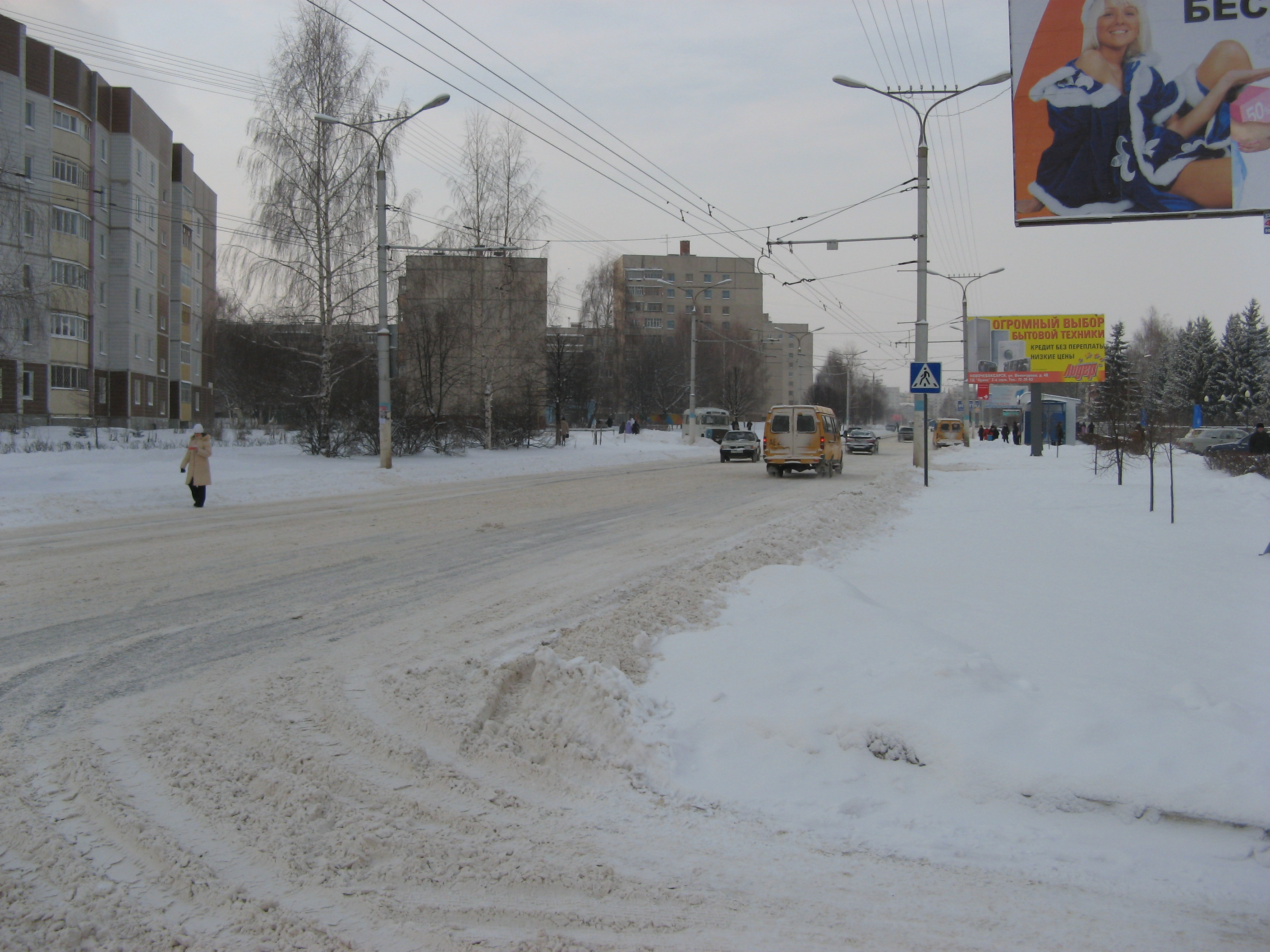
Новочебоксарськ узимку

Місто Новочебоксарськ, як і вся Чуваська Республіка, знаходиться в часовому поясі, що позначається за міжнародним стандартом як Moscow Time Zone (MSK / MSD). Зсув відносно UTC становить +4:00. У Новочебоксарську час відрізняється від поясного часу на одну годину, оскільки на території Росії діє декретний час.

### Клімат
Клімат Новочебоксарська помірно-континентальний, формується під впливом холодних арктичних і вологих атлантичних повітряних мас.
Зима — морозна, сніжна, тривалістю в середньому п'ять місяців. Літо — тепле, іноді спекотне, тривалістю три-чотири місяці. Перехідні періоди весна і осінь характеризуються нестійкою погодою, різким підйомом і зниженням температури повітря, збільшенням кількості опадів у другій половині весни і зменшенням на початку осені. Тривалість перехідних періодів: весна — один-два місяці, осінь — два місяці.
Територія міста належить до зони достатнього зволоження, але з нестійким режимом, де випаровування нерідко перевищує кількість опадів, що викликає посуху. Близько 70 % опадів випадає в теплий період року у вигляді дощу значної інтенсивності і носить зливової характер.
Сніговий покрив утворюється в третій декаді листопада і тримається до квітня місяця, у середині квітня спостерігається повний його сход. Кількість днів зі сніговим покривом становить в середньому 150—160 днів.
| Клімат Новочебоксарська          | Клімат Новочебоксарська | Клімат Новочебоксарська | Клімат Новочебоксарська | Клімат Новочебоксарська | Клімат Новочебоксарська | Клімат Новочебоксарська | Клімат Новочебоксарська | Клімат Новочебоксарська | Клімат Новочебоксарська | Клімат Новочебоксарська | Клімат Новочебоксарська | Клімат Новочебоксарська | Клімат Новочебоксарська |
| Показник                         | Січ.                    | Лют.                    | Бер.                    | Квіт.                   | Трав.                   | Черв.                   | Лип.                    | Серп.                   | Вер.                    | Жовт.                   | Лист.                   | Груд.                   | Рік                     |
| Середній максимум, °C            | −9,4                    | −7,4                    | −1,5                    | 8,5                     | 18,4                    | 22,2                    | 24,2                    | 22,0                    | 15,5                    | 6,6                     | −1,2                    | −6,2                    | 7,6                     |
| Середній мінімум, °C             | −16,4                   | −14,1                   | −8,5                    | 0,4                     | 7,7                     | 11,9                    | 14,4                    | 12,4                    | 7,2                     | 0,8                     | −5,8                    | −12,2                   | −0,2                    |
| Норма опадів, мм                 | 30                      | 24                      | 24                      | 35                      | 40                      | 66                      | 71                      | 64                      | 54                      | 53                      | 43                      | 34                      | 538                     |
| -------------------------------- | ----------------------- | ----------------------- | ----------------------- | ----------------------- | ----------------------- | ----------------------- | ----------------------- | ----------------------- | ----------------------- | ----------------------- | ----------------------- | ----------------------- | ----------------------- |
| Джерело: worldweather.org(англ.) |                         |                         |                         |                         |                         |                         |                         |                         |                         |                         |                         |                         |                         |

### Гідрографія

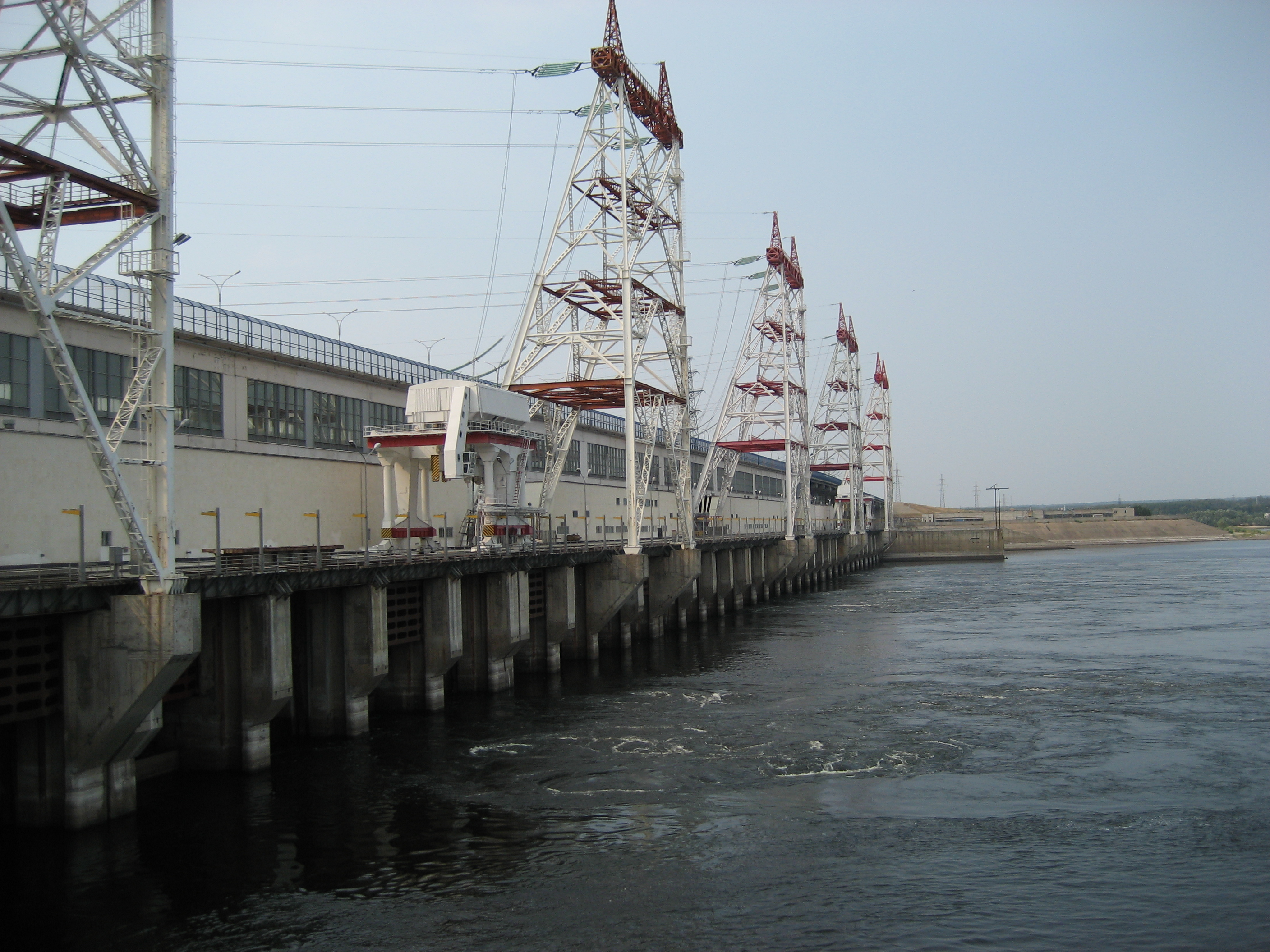
Чебоксарська ГЕС

Основна річка — Волга з притоками (Цівіль і Кукшум).

### Рельєф
Рельєф являє собою хвилясту, місцями, горбисту рівнину, розчленовану долинами річок Кукшум, струмками та численними ярами. У районі міста розвинені екзогенні геологічні процеси: яроутворення, зсувні процеси, заболочування, затоплення знижених ділянок..

### Екологічний стан
Екологічна ситуація в різних районах міста неоднорідна і залежить від двох основних чинників: викидів від стаціонарних джерел забруднення та автотранспорту. Основною перевагою, пов'язаних з чистотою повітря в місті, є сприятливе розміщення сельбищної зони по відношенню до основного промислового району. Південна і південно-західна частини міста, де розташовані основні підприємства міста і спостерігається висока концентрація автотранспорту, характеризуються більш високим рівнем забруднення атмосфери, ніж житлові райони, які розташовані на відстані від забруднюючих підприємств.

## Історія
Місто є наймолодшим в Чуваській Республіці і вважається другим містом за величиною і значенням.

## Населення

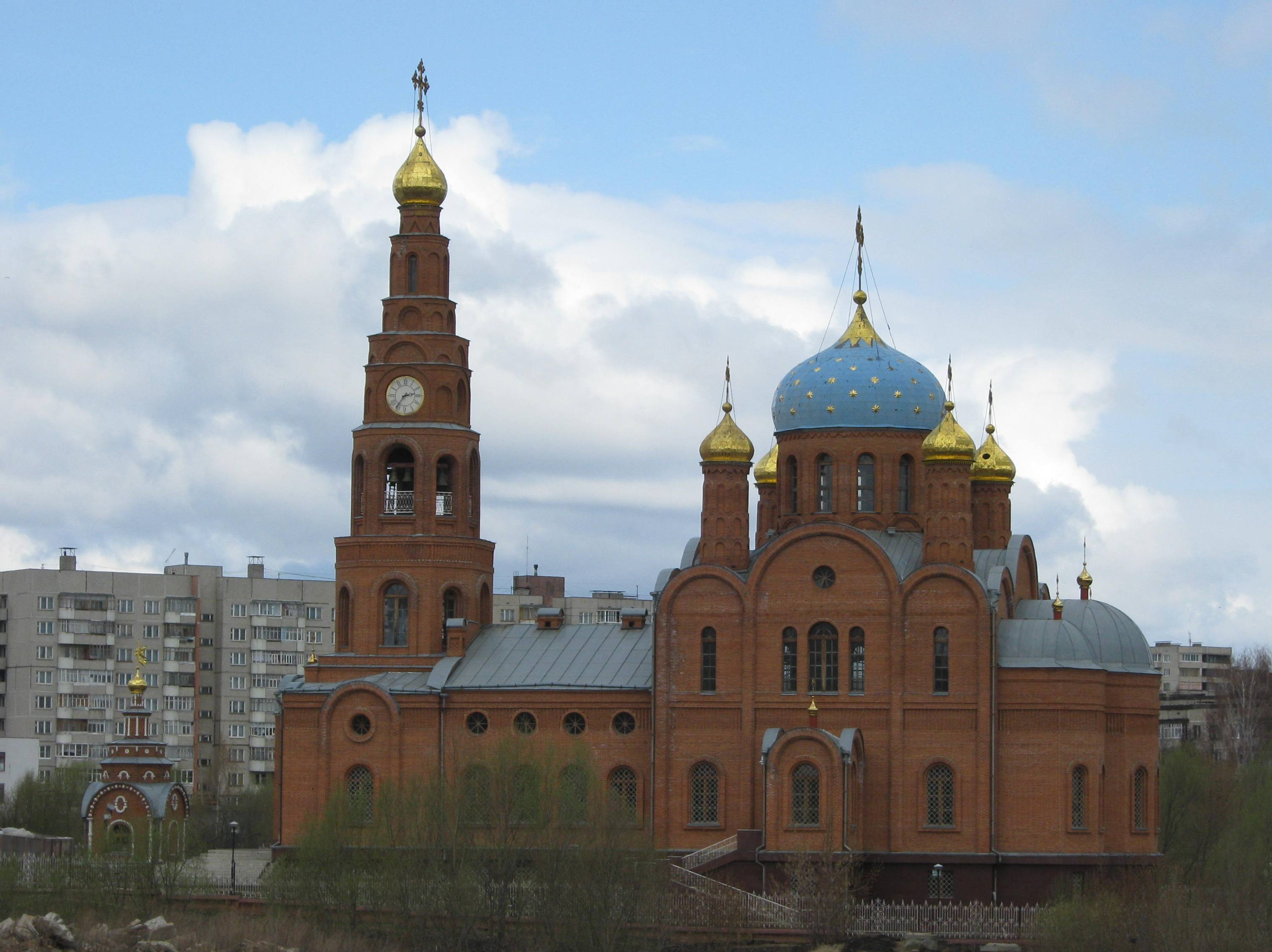
Собор князя Володимира

Населення — 124097 осіб (2010; 125857 у 2002).
У національному складі міста переважають чуваші. На другому місці — росіяни, на третьому — татари. Всього ж зустрічаються представники ще близько 50-ти інших національностей Російської Федерації — мордва, марійці, українці, білоруси та ін.

### Релігія
Переважальною конфесією є православ'я. У місті є 2 православні церкви — собор князя Володимира та храм Миколи Чудотворця.

## Господарство

### Промисловість

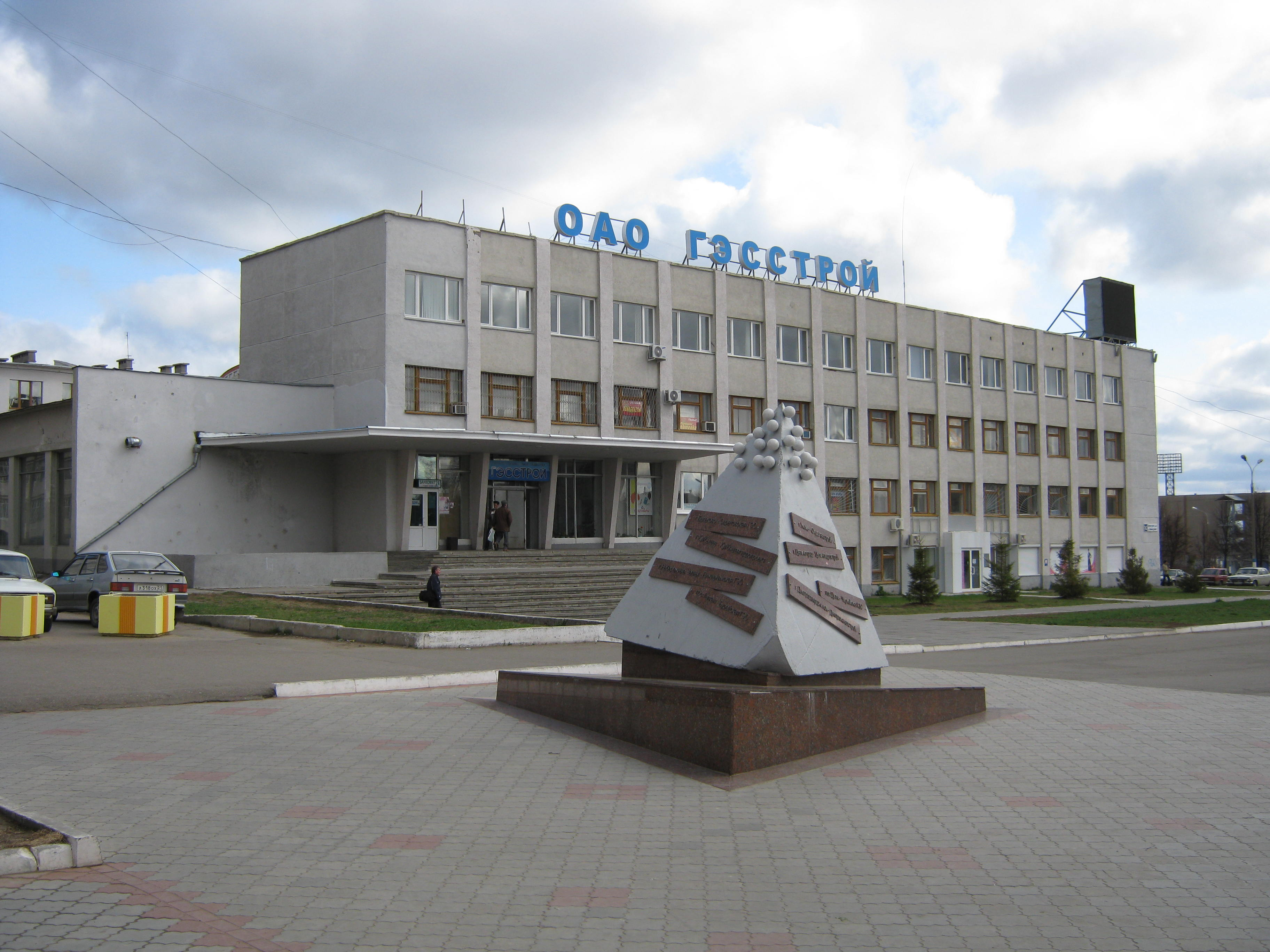
ОАО «ГЭСстрой»

Новочебоксарськ — це сучасне місто хіміків, енергетиків і будівельників. Провідним містоутворюючим підприємством є акціонерне товариство «Хімпром». Ось уже майже два десятиліття діє побудована на Волзі, поруч з містом, Чебоксарська ГЕС, яка виробляє дешеву електроенергію для республіки і сусідніх регіонів. Промисловий потенціал Новочебоксарська охоплює 219 підприємств усіх форм власності, зокрема основних — 18. Місто має добре розвинений будівельний комплекс, що дозволив у свій час звести не тільки «Хімпром» і Чебоксарский ГЕС, а й сучасні житлові райони з розвинутою соціальною інфраструктурою. Тільки його житловий фонд становить 2 мільйони квадратних метрів.
В останні роки в Новочебоксарськ, як і по всій республіці, активно йдуть процеси реформування економіки, її структурна перебудова, зміцнюються ринкові відносини. Промислові підприємства, насамперед ВАТ «Хімпром» і Чебоксарська ГЕС, долають економічні труднощі, пов'язані з новою формою господарювання. Йде пожвавлення виробництва, зростає випуск продукції. Розвивається і малий бізнес, підприємців з кожним роком стає більше.
| Галузі                                 | Підприємства |
| -------------------------------------- | --- |
| Машинобудування і металообробка        | ТОВ «Унітех» |
| Хімічна і нафтопереробна промисловість | ВАТ «Хімпром», ВАТ «перкарбонат», ЗАТ «Дюпон Хімпром», ЗАТ «СВ-Сервіс», ЗАТ НВП «Спектр».                                                                  |
| Легка промисловість                    | ТОВ "Швейна фабрика «Піке», ЗАТ «Еліта», ЗАТ «Статус-плюс».                                                                                                |
| Промисловість будматеріалів            | ВАТ «ІБК», Асфальтобетонний завод ВАТ «Дорісс», ВАТ Фірма «Шевле», ВАТ «Буддеталь», ВАТ «НЗСМ», ВАТ «Залізобетон».                                         |
| Електроенергетика                      | ТЕЦ-3, МУП Новочебоксарськ тепломережі, Чебоксарська ГЕС                                                                                                   |
| Харчова промисловість                  | ВАТ "Новочебоксарська макаронна фабрика «Росіянка», ВАТ «САН ІнБев» філія в м. Новочебоксарську, ВАТ «Новочебоксарський хлібозавод», ВАТ «Комбінат напоїв» |

За 2009 рік по підприємствах обробних виробництв обсяг відвантажених товарів власного виробництва, виконаних робіт і послуг власними силами склав 9,2 млрд рублів.

### Торгівля і сфера послуг
ТЦ Новочебоксарськ
| - ТК «Олімп» - ТКЦ «Новий Континент» - ТК «7я» - ТК «Галина» - ТВЦ «Зоря» - ТЦ «Турист» | - ТК «Центр» - ТК «Первомайський» - ТЦ «Анна» - ТЦ «Експрес» - ТЦ «П'ять зірок» |

Крім того, у Новочебоксарську функціонують гіпермаркет «Магніт», речовий ринок «Центральний», а також 88 продуктових магазинів, 79 магазинів «Промтовари», змішаних — 10, торгових домів — 19. На січень 2009 року в місті налічувалося 13 оптових підприємств. На території міста функціонують торгові мережі, що працюють в різних сегментах споживчого ринку: «Domo», «Mascot», «Seven», «Магніт», «Евросеть», «Зв'язковий», «Цифроград», «Ельдорадо», «DIXIS» та інші.

### Фінансова сфера
У місті діють філії багатьох найбільших російських комерційних банків. У Новочебоксарськ розташовані офіси банків: « Ак Барс Банк», «Сбербанк», «Мегаполіс», «Татфондбанк», «Чувашкредітпромбанк», «Девон-Кредит», «ВТБ 24», «Зв'язок-Банк», «АвтоВАЗбанк» та інших кредитно-фінансових установ.

### Транспорт

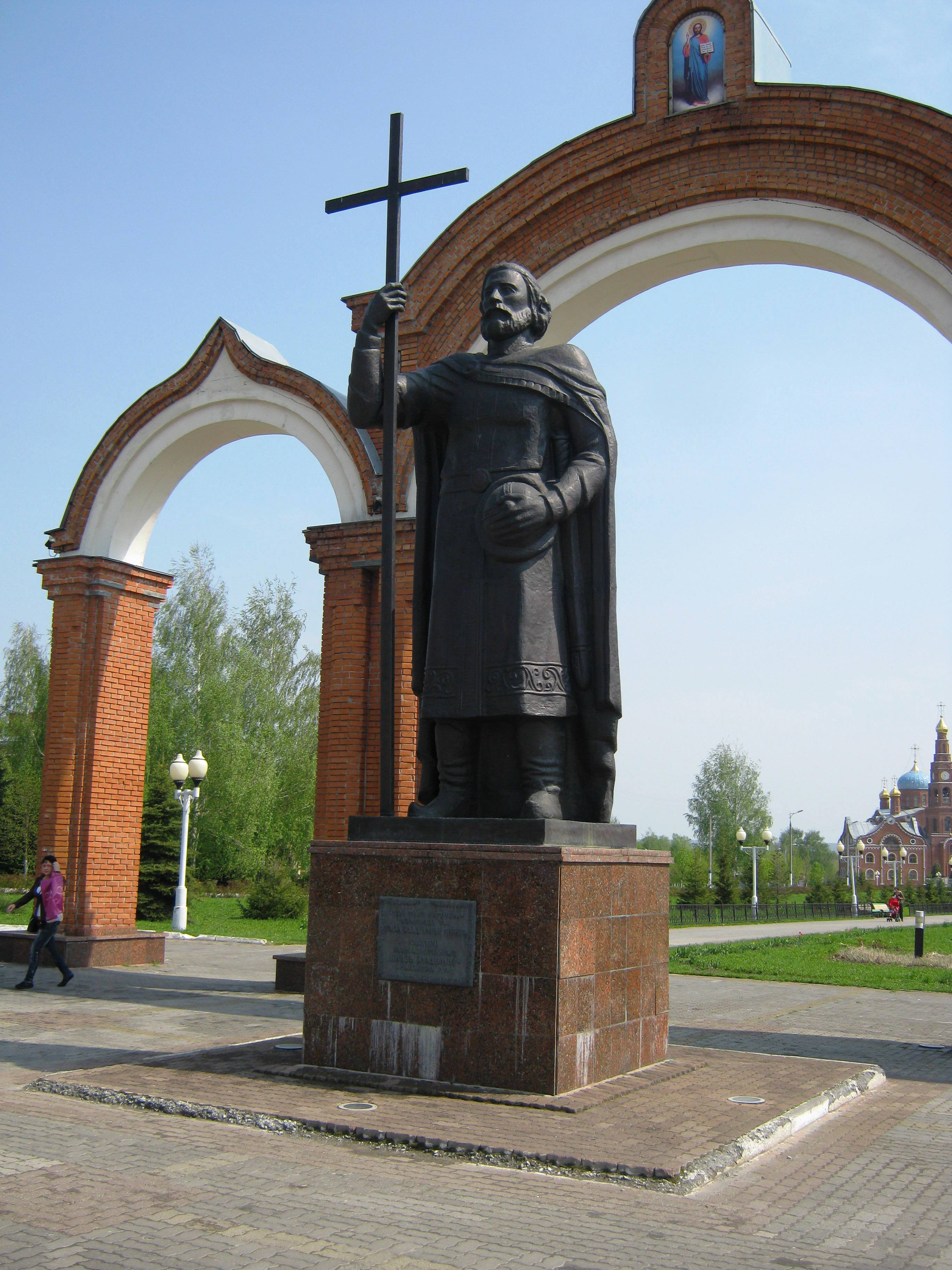
Пам'ятник князю Володимиру в Новочебоксарську

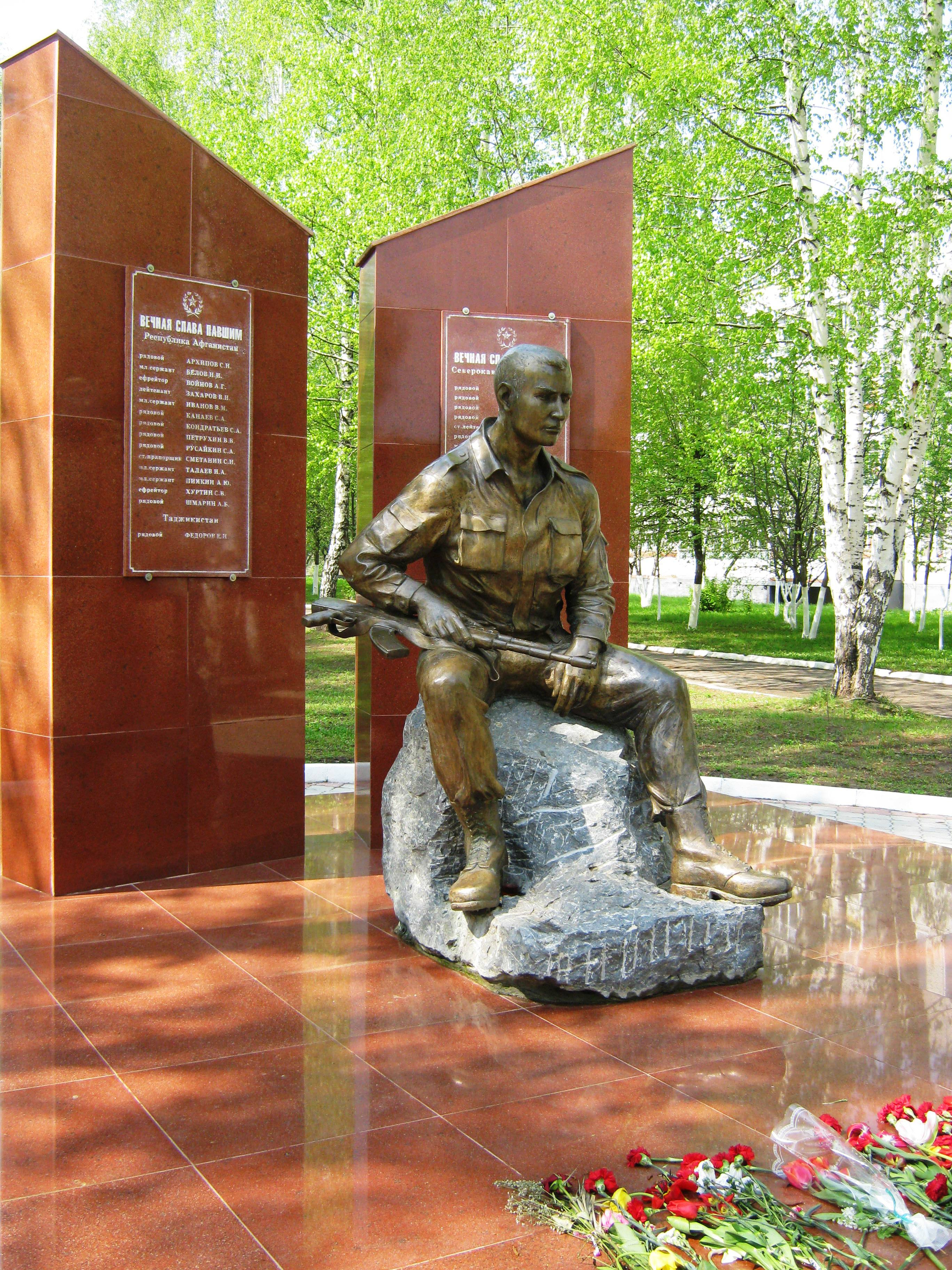
Пам'ятник загиблим в локальних конфліктах

Через місто проходять вантажна залізниця Новочебоксарськ — Чебоксари-2, Федеральна автомобільна дорога A119 «В'ятка», а також судноплавний шлях по річці Волга. У промзоні розташовані ст. Промислова і ст. Пасажирська, до яких примикають під'їзні залізничні колії підприємств міста. Транспортне сполучення з сусіднім Марпосадським районом здійснюється за провідною республіканською автострадою Новочебоксарськ — Марпосад — «Волга».
Основними транспортними установами міста є:
1. Центральна автостанція,
2. Річковий вокзал,
3. Залізнична вантажна станція ,
4. Тролейбусне депо ,
5. Новочебоксарсько ПАТП.

Автотранспорт
| Загальна к-ть автобусів | 117 ед. |
| ----------------------- | ------- |
| міські маршрути         | 3       |
| приміські маршрути      | 27      |
| міжміські               | 12      |
| міжобласні              | 6       |

Тролейбусний транспорт
| к-ть тролейбусів        | 56       |
| ----------------------- | -------- |
| К-ть маршрутів          | 8        |
| Протяжність маршрутів   | 121,9 км |
| К-ть тягових підстанцій | 4        |

 Маршрутні таксі 
| №   | маршрут                                           | к-ть машин на лінії |
| --- | ------------------------------------------------- | ------------------- |
| 11  | Вул. В. Інтернаціоналістів — ТОВ «Нерудстром»     | 15                  |
| 12  | Вул. В. Інтернаціоналістів — зуп. Хімтехнікум     | 15                  |
| 14  | Вул. В. Інтернаціоналістів — (залізнична станція) | 15                  |
| 15  | Вул. Південна — зуп. Сокіл                        | 10                  |
| 17  | Вул. В. Інтернаціоналістів — Липово               | 10                  |
| 18  | Зуп. Бібліотека — лівий берег річки Волга         | —                   |
| 20  | ЧХМТ — вул. В. Інтернаціоналістів                 | 15                  |
| 20К | Вул. В. Інтернаціоналістів — вул. Силікатна       | 15                  |

## Цікаві факти
Спочатку місто хотіли назвати Іл'їчівськ. Але 11 серпня 1965 президія Верховної Ради Чуваської АРСР прийняв постанову «Про утворення в Чуваської АРСР міста Новочебоксарськ»

## Міста-побратими
Новочебоксарськ має побратимські стосунки з трьома містами: Жатець (Чехія), Климовськ (Росія), Стерлітамак (Росія).